# Yandang Shan
Yandang Shan (kinesiska: 雁荡山) är ett berg i Kina. Det ligger i provinsen Zhejiang, i den östra delen av landet, omkring 230 kilometer söder om provinshuvudstaden Hangzhou. Toppen på Yandang Shan är 1 108 meter över havet, eller 629 meter över den omgivande terrängen. Bredden vid basen är 14,8 km. Arean är 450 kvadratkilometer.
Yandang Shan är den högsta punkten i trakten. Runt Yandang Shan är det tätbefolkat, med 819 invånare per kvadratkilometer. Närmaste större samhälle är Hongqiao, 17,4 km söder om Yandang Shan. I omgivningarna runt Yandang Shan växer i huvudsak blandskog.
Genomsnittlig årsnederbörd är 2 023 millimeter. Den regnigaste månaden är juni, med i genomsnitt 334 mm nederbörd, och den torraste är januari, med 74 mm nederbörd.